# Balhüvelykem bizsereg
A Balhüvelykem bizsereg (eredeti címén By the Pricking of My Thumbs) Agatha Christie 1968-ban megjelent regénye, amelyet az Egyesült Királyságban a Collins Crime Club, az Amerikai Egyesült Államokban pedig a Dodd, Mead & Co. kiadó adott ki. 
A cím William Shakespeare Macbeth-je negyedik felvonásának első jelenetéből a második boszorkány szavait idézi: „Balhüvelykem bizsereg, gonosz lélek közeleg.”
A regény érdekessége, hogy a főszereplő Tommy és Tuppence Beresford a korábbi regényekhez képest jócskán megöregedett, míg Christie másik két fő nyomozója, Hercule Poirot és Miss Marple nagyjából ugyanannyi idős maradt az írónő munkássága során.

## Magyarul
- "Balhüvelykem bizsereg...", fordító: Kertész Gabriella, Hunga-print, Budapest, 1994, (Hunga könyvek)
- Balhüvelykem bizsereg, fordító: Horváth Kornélia, Európa, Budapest, 2015, (Európa krimi)